# Lorenzo Doni
Lorenzo Doni (Assisi, 22 ottobre 1531 – Assisi, fine XVI secolo) è stato un pittore italiano.
Lorenzo Doni, figlio del pittore Dono Doni; da alcuni documenti storici sappiamo che nel 1592 era ancora in vita. Formatosi nella bottega paterna, è documentato a fianco al padre dal 1562; la sua attività giovanile viene confusa spesso con quella del padre, col quale collaborò fino alla sua morte (1575). A Lorenzo Doni sono attribuite varie opere tra Assisi e Spello, caratterizzate da una forte influenza della maniera di Dono.
Tra le maggiori opere si ricordano la Madonna del Rosario (1581) conservata nel Museo diocesano e cripta di San Rufino.